# Экхимозы
Экхимозы (др.-греч. ἐκχύμωσις «излияние»; от ἐκ- «из-» + χέω «лью») — медицинский термин для обозначения кровоизлияния в кожу или слизистую оболочку, диаметр которого обычно превышает 3 мм. В быту экхимозы чаще всего называют синяками.
Вначале имеют пурпурную или голубовато-чёрную окраску, в последующем цвет изменяется до коричневого, жёлто-коричневого, границы повреждения, как правило, размыты.